# Ambrosius Lacher
Ambrosius Lacher (* um 1470 in Meersburg; † 1540 in Frankfurt (Oder)) war ein deutscher Polyhistor und Mathematiker.

## Leben
Ambrosius Lacher besuchte die Universitäten Basel, Leipzig und Wittenberg, wo er 1504 zum Magister artium ernannt wurde. Er dozierte zuerst in Leipzig und wurde dann vom Gründungskanzler der Universität Frankfurt, Dietrich von Bülow, nach Frankfurt an der Oder geholt, wo er 1516 zum Rektor ernannt wurde. Er lehrte Astronomie/Astrologie, Musiktheorie, ab 1522 auch Medizin, und nahm im humanistischen Sinne Einfluss auf die weitere Entwicklung der Universität.
Lacher betrieb eine eigene Hausdruckerei, von der aus den Jahren 1506 bis 1511 acht Werke überliefert sind. Die 1510 beginnende nordostdeutsche Kalenderdrucktradition wurde maßgeblich von Lacher geprägt und später von David Origanus weitergeführt.
Einer seiner Schüler war Jodocus Willich.

## Werke
- Algorithmus mercatorum, hrsg. von Bartholomäus Schöbel, Leipzig 1510 (Digitalisat)